# Poniglteich
Poniglteich är en sjö i Österrike.   Den ligger i förbundslandet Steiermark, i den östra delen av landet, 160 km söder om huvudstaden Wien. Poniglteich ligger 335 meter över havet.
Omgivningarna runt Poniglteich är en mosaik av jordbruksmark och naturlig växtlighet. Runt Poniglteich är det ganska tätbefolkat, med 104 invånare per kvadratkilometer.